# Museo dell'orso (Gagliano Aterno)
Il Museo dell'orso è uno spazio museale ospitato all'interno del chiostro del monastero di Santa Chiara a Gagliano Aterno.

## Struttura
La sede originaria del museo, istituita a seguito del ritrovamento del plantigrado, era situata nel centro storico di Gagliano Aterno. Danneggiata a causa del terremoto dell'Aquila del 2009 la nuova sede del museo è stata trasferita presso l'ex monastero e inaugurata nel 2011. Gestita dal corpo forestale dello Stato viene utilizzata per attività di formazione in campo ambientale e anche per fini didattici, ospitando le scolaresche del territorio. 

## Allestimenti
In una teca è esposto un esemplare imbalsamato di orso bruno marsicano recuperato nel 1995 privo di vita e in buono stato di conservazione nell'area del parco naturale regionale Sirente-Velino.
Il percorso didattico e un diorama museale permettono da far conoscere da vicino gli animali che popolano l'area protetta e in particolare il monte Sirente, mentre i pannelli informativi ripercorrono la storia del territorio ed illustrano le caratteristiche dell'ecosistema, geologiche e morfologiche dell'area del Sirente-Velino. All'interno della struttura museale sono esposti anche alcuni reperti ossei faunistici.